# 1951 v loďstvech
Tento článek obsahuje významné události v oblasti loďstev v roce 1951.

## Lodě vstoupivší do služby
- 21. ledna –  Liniers (D21) – torpédoborec třídy Álava
- 10. února –  USS Grenadier (SS-525) – ponorka třídy Tench
- 23. června –  Araguari (A2) – torpédoborec třídy Acre
- 10. listopadu –  USS Barracuda (SSK-1) – ponorka třídy Barracuda
- 16. listopadu –  USS Bonita (SSK-2) – ponorka třídy Barracuda
- prosinec –  Ajuricaba (A3) a Apa (A6) – torpédoborec třídy Acre
- 10. prosince –  Acre (A4) – torpédoborec třídy Acre
- 11. prosince –  Álava (D23) – torpédoborec třídy Álava